# Gwent Police

Area di responsabilità sulla mappa della Gwent Police

La Gwent Police o Heddlu Gwent in gallese (in italiano: Polizia di Gwent) è la forza di polizia territoriale gallese, responsabile dell'ordine pubblico nelle aree delle autorità locali di Blaenau Gwent, Caerphilly, Monmouthshire, Newport e Torfaen. La Gwent  Police attualmente impiega 1.204 ufficiali, 649 funzionari civili e 217 ufficiali di supporto comunitario di polizia (PCSO).
La forza è stata costituita nel 1967 dalla fusione della Monmouthshire Constabulary e della Newport Borough Police. Nel 1974 la sua area è stata riallineata per coprire la nuova contea amministrativa di Gwent e nel 1996 è stata nuovamente ampliata per coprire l'ex area del distretto di Rhymney Valley che era diventata parte del distretto della contea di Caerphilly.

## Agenzie precedenti
- Monmouthshire Constabulary
- Newport Borough Police

## Chief constable
- 1967–1981 : William Farley [1]
- 1981–1994 : John Over[2]
- 1994-1996 : Sir Anthony Burden
- 1997–1999 : Francis J. Wilkinson
- 1999–? : Keith Turner
- 2004–2008 : Michael Tonge
- 2008–2010 : Mick Giannasi[3]
- 2011–2013 : Carmel Napier
- 2013–2017 : Jeff Farrar[4]
- 2017–giugno 2019 : Julian Williams[5]
- giugno 2019–in carica: Pam Kelly[6][7]